# Montrevel (Isère)
Montrevel ist eine französische Gemeinde mit 447 Einwohnern (Stand: 1. Januar 2022) im Département Isère in der Region Auvergne-Rhône-Alpes; sie gehört zum Arrondissement La Tour-du-Pin und zum Kanton Le Grand-Lemps.

## Geografie
Die Gemeinde Montrevel liegt am Flüsschen Hien im Hügelland westlich des Chartreuse-Gebirges, zehn Kilometer südlich von La Tour-du-Pin und etwa 41 Kilometer nordwestlich von Grenoble. Umgeben wird Montrevel von den Nachbargemeinden Biol im Nordwesten und Norden, Doissin im Norden und Nordosten, Blandin im Osten, Châbons im Südosten und Süden, Bizonnes im Südwesten sowie Belmont im Westen. Durch die Gemeinde führt die Autoroute A48.

## Bevölkerungsentwicklung
| Jahr                       | 1962 | 1968 | 1975 | 1982 | 1990 | 1999 | 2006 | 2013 | 2021 |
| -------------------------- | ---- | ---- | ---- | ---- | ---- | ---- | ---- | ---- | ---- |
| Einwohner                  | 241  | 245  | 246  | 233  | 262  | 346  | 439  | 461  | 442  |
| Quellen: Cassini und INSEE |      |      |      |      |      |      |      |      |      |

## Sehenswürdigkeiten

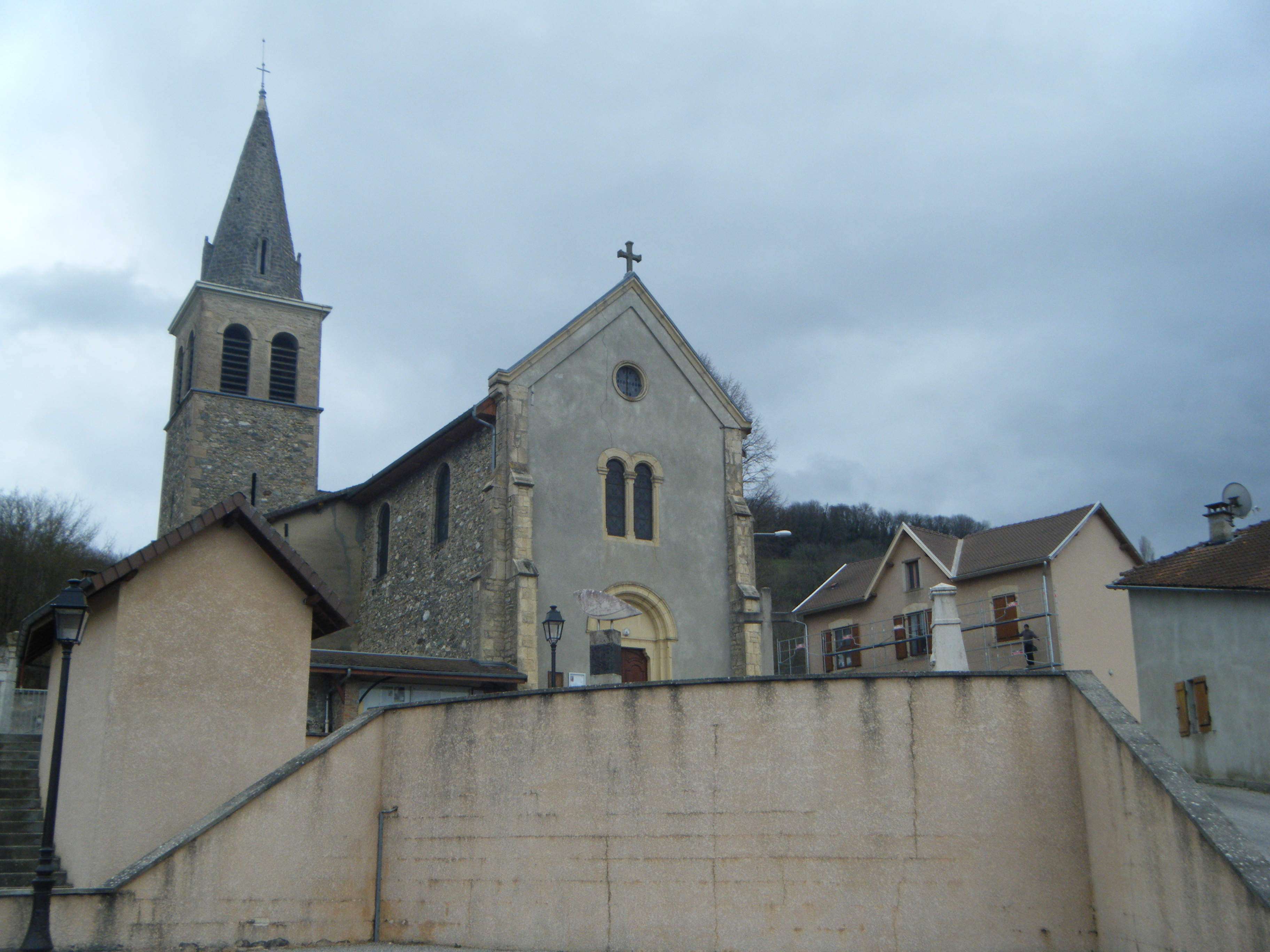
Kirche Sainte-Thérèse-de-l'Enfant-Jésus
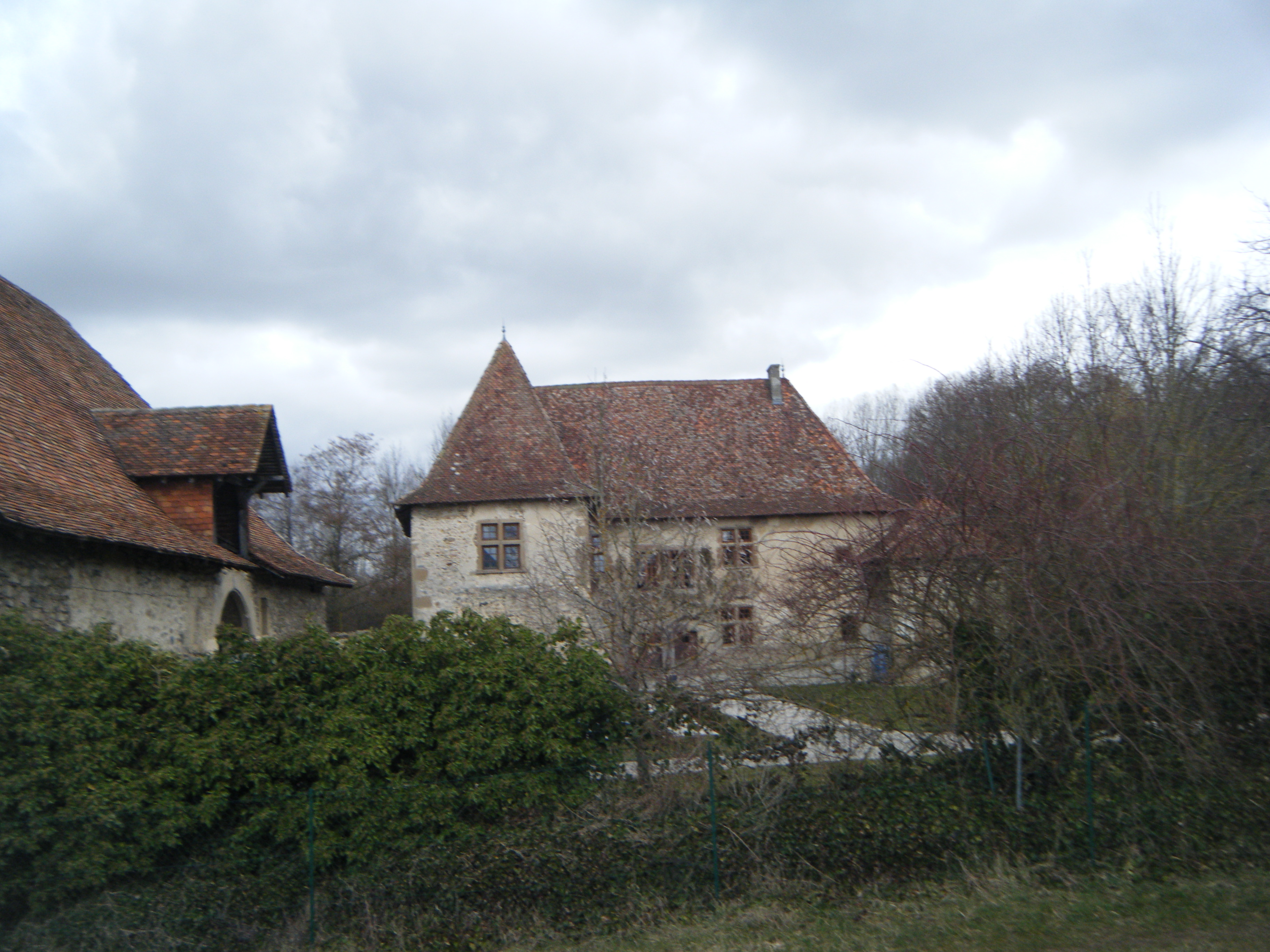
Schloss Montrevel
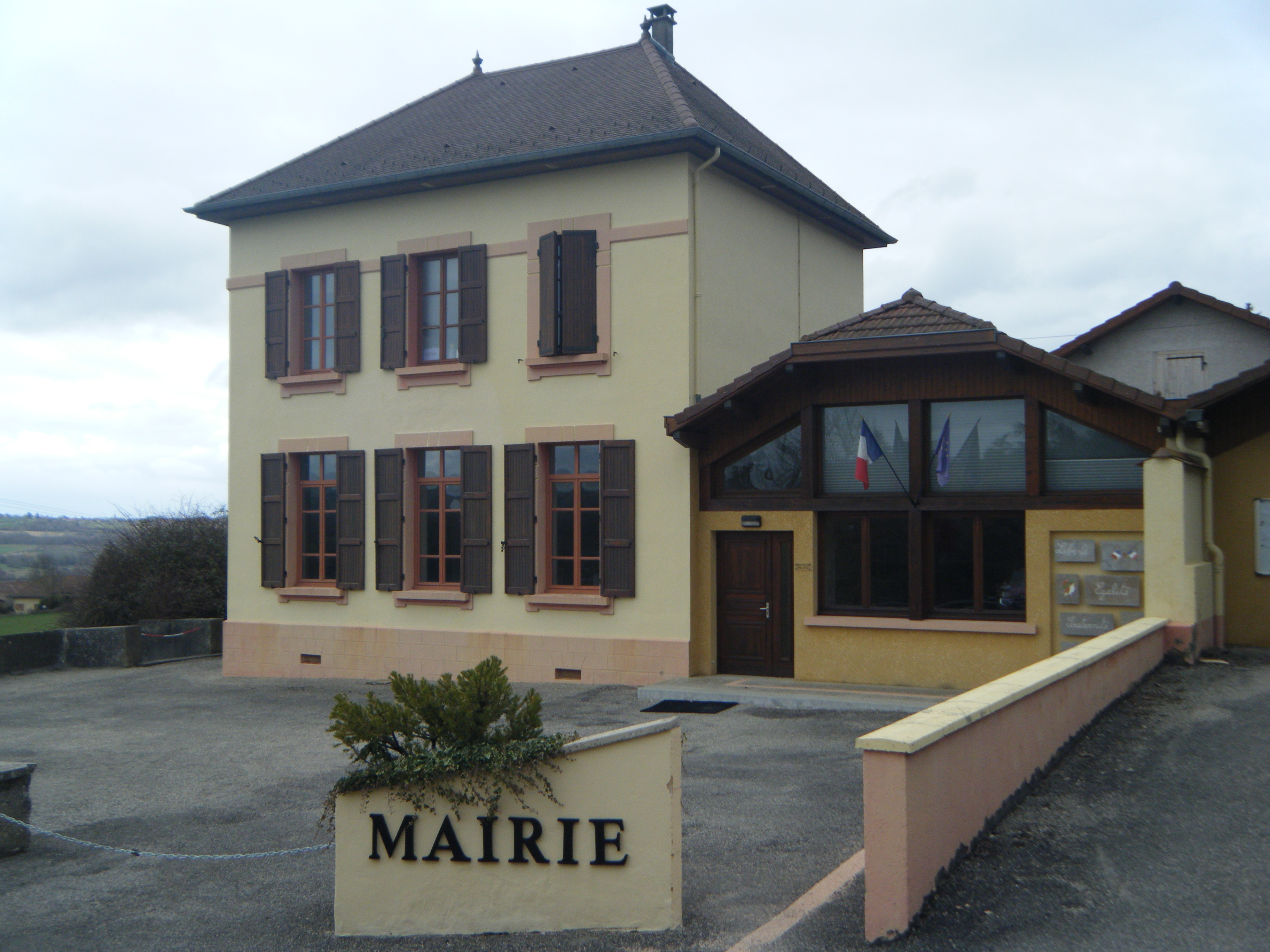
Mairie

- Kirche Sainte-Thérèse-de-l'Enfant-Jésus
- Schloss Montrevel
- Mairie